# Watkins og Wegener - Ekspeditionernes Ankomst til Danmark
|  | Denne artikel er oprettet af botten Steenthbot ud fra en ekstern database. Den kan derfor have sproglige fejl eller mangler. Denne skabelon kan fjernes efter kontrol af indholdet. |

Watkins og Wegener - Ekspeditionernes Ankomst til Danmark er en dansk dokumentarisk optagelse fra 1931.

## Handling
1. del: Optagelser af Knud Rasmussen, bl.a. med familien foran sit hus i Hundested. Knud Rasmussen på vej ind i en flyvemaskine og derefter ankomst med skibet "Julius Thomsen" i Københavns Havn. Hans kone og familie står på kajen. Redaktør Svend Carstensen laver en radiooptagelse med Knud Rasmussen.
2. del: Watkins- og Wegener-ekspeditionernes ankomst til Danmark 13. november 1931: "Hans Egede"s indsejling i Københavns Havn, Knud Rasmussen byder velkommen, hvorefter følgende talere ses: den tyske statsminister Friedrich Smidt-Ott, den engelske chargé d'affair Mr. Birch, professor, polarforsker og meteorolog Kurt Wegener (1878-1964, bror til polarforsker og geolog Alfred Wegener som forsvandt på ekspeditionen i november 1930) og polarforsker Gino Watkins (1907-1932). Efterfølgende er der festlig komsammen i Knud Rasmussens villa på Sigridsvej i Hellerup, hvor familien er værter.

## Medvirkende
- Knud Rasmussen
- Thorvald Stauning